# NASCAR Sprint Cup 2008
De NASCAR Sprint Cup 2008 was het 60e seizoen van het belangrijkste NASCAR kampioenschap dat in de Verenigde Staten gehouden wordt en het eerste jaar dat het kampioenschap doorging onder de naam Sprint Cup. Het seizoen startte op 17 februari met de Daytona 500, voorafgegaan door de exhibitiewedstrijd Budweiser Shootout en de Daytona kwalificatieraces Gatorade Duels en eindigde op 16 november met de Ford 400. Het seizoen werd voor de vijfde keer beslecht met de Chase for the Championship eindronde die gewonnen werd door Jimmie Johnson. Hij won het kampioenschap voor de derde keer op rij. Regan Smith won de trofee rookie of the year.

## Races
Top drie resultaten, exhibitie- en kwalificatiewedstrijden staan niet vermeld.
| '                          | Datum  | Race                                      | Circuit                         | Winnaar            | Tweede             | Derde              |
| 1                          | 17-feb | Daytona 500                               | Daytona International Speedway  | Ryan Newman        | Kurt Busch         | Tony Stewart       |
| 2                          | 25-feb | Auto Club 500                             | Auto Club Speedway              | Carl Edwards       | Jimmie Johnson     | Jeff Gordon        |
| 3                          | 2-mrt  | UAW-Daimler Dodge 400                     | Las Vegas Motor Speedway        | Carl Edwards       | Dale Earnhardt jr. | Greg Biffle        |
| 4                          | 9-mrt  | Kobalt Tools 500                          | Atlanta Motor Speedway          | Kyle Busch         | Tony Stewart       | Dale Earnhardt jr. |
| 5                          | 16-mrt | Food City 500                             | Bristol Motor Speedway          | Jeff Burton        | Kevin Harvick      | Clint Bowyer       |
| 6                          | 30-mrt | Goody's Cool Orange 500                   | Martinsville Speedway           | Denny Hamlin       | Jeff Gordon        | Jeff Burton        |
| 7                          | 6-apr  | Samsung 500                               | Texas Motor Speedway            | Carl Edwards       | Jimmie Johnson     | Kyle Busch         |
| 8                          | 12-apr | Subway Fresh Fit 500                      | Phoenix International Raceway   | Jimmie Johnson     | Clint Bowyer       | Denny Hamlin       |
| 9                          | 27-apr | Aaron's 499                               | Talladega Superspeedway         | Kyle Busch         | Juan Pablo Montoya | Denny Hamlin       |
| 10                         | 3-mei  | Crown Royal 400                           | Richmond International Raceway  | Clint Bowyer       | Kyle Busch         | Mark Martin        |
| 11                         | 10-mei | Dodge Challenger 500                      | Darlington Raceway              | Kyle Busch         | Carl Edwards       | Jeff Gordon        |
| 12                         | 25-mei | Coca-Cola 600                             | Lowe's Motor Speedway           | Kasey Kahne        | Greg Biffle        | Kyle Busch         |
| 13                         | 1-jun  | Autism Speaks 400                         | Dover International Speedway    | Kyle Busch         | Carl Edwards       | Greg Biffle        |
| 14                         | 8-jun  | Pocono 500                                | Pocono Raceway                  | Kasey Kahne        | Brian Vickers      | Denny Hamlin       |
| 15                         | 15-jun | LifeLock 400                              | Michigan International Speedway | Dale Earnhardt jr. | Kasey Kahne        | Matt Kenseth       |
| 16                         | 22-jun | Toyota/Save Mart 350                      | Infineon Raceway                | Kyle Busch         | David Gilliland    | Jeff Gordon        |
| 17                         | 29-jun | Lenox Industrial Tools 301                | New Hampshire Motor Speedway    | Kurt Busch         | Michael Waltrip    | J.J. Yeley         |
| 18                         | 5-jul  | Coke Zero 400                             | Daytona International Speedway  | Kyle Busch         | Carl Edwards       | Matt Kenseth       |
| 19                         | 12-jul | LifeLock.com 400                          | Chicagoland Speedway            | Kyle Busch         | Jimmie Johnson     | Kevin Harvick      |
| 20                         | 27-jul | Brickyard 400                             | Indianapolis Motor Speedway     | Jimmie Johnson     | Carl Edwards       | Denny Hamlin       |
| 21                         | 3-aug  | Pennsylvania 500                          | Pocono Raceway                  | Carl Edwards       | Tony Stewart       | Jimmie Johnson     |
| 22                         | 10-aug | Centurion Boats at the Glen               | Watkins Glen International      | Kyle Busch         | Tony Stewart       | Marcos Ambrose     |
| 23                         | 17-aug | 3M Performance 400                        | Michigan International Speedway | Carl Edwards       | Kyle Busch         | David Ragan        |
| 24                         | 23-aug | Sharpie 500                               | Bristol Motor Speedway          | Carl Edwards       | Kyle Busch         | Denny Hamlin       |
| 25                         | 31-aug | Pepsi 500                                 | Auto Club Speedway              | Jimmie Johnson     | Greg Biffle        | Denny Hamlin       |
| 26                         | 6-sep  | Chevy Rock & Roll 400                     | Richmond International Raceway  | Jimmie Johnson     | Tony Stewart       | Denny Hamlin       |
| Chase for the Championship |        |                                           |                                 |                    |                    |                    |
| 27                         | 14-sep | Sylvania 300                              | New Hampshire Motor Speedway    | Greg Biffle        | Jimmie Johnson     | Carl Edwards       |
| 28                         | 21-sep | Camping World RV 400                      | Dover International Speedway    | Greg Biffle        | Matt Kenseth       | Carl Edwards       |
| 29                         | 28-sep | Camping World RV 400 presented by Coleman | Kansas Speedway                 | Jimmie Johnson     | Carl Edwards       | Greg Biffle        |
| 30                         | 5-okt  | AMP Energy 500                            | Talladega Superspeedway         | Tony Stewart       | Paul Menard        | David Ragan        |
| 31                         | 11-okt | Bank of America 500                       | Lowe's Motor Speedway           | Jeff Burton        | Kasey Kahne        | Kurt Busch         |
| 32                         | 19-okt | TUMS QuikPak 500                          | Martinsville Speedway           | Jimmie Johnson     | Dale Earnhardt jr. | Carl Edwards       |
| 33                         | 26-okt | Pep Boys Auto 500                         | Atlanta Motor Speedway          | Carl Edwards       | Jimmie Johnson     | Denny Hamlin       |
| 34                         | 2-nov  | Dickies 500                               | Texas Motor Speedway            | Carl Edwards       | Jeff Gordon        | Jamie McMurray     |
| 35                         | 9-nov  | Checker O’Reilly Auto Parts 500           | Phoenix International Raceway   | Jimmie Johnson     | Kurt Busch         | Jamie McMurray     |
| 36                         | 16-nov | Ford 400                                  | Homestead-Miami Speedway        | Carl Edwards       | Kevin Harvick      | Jamie McMurray     |

## Eindstand - Top 12

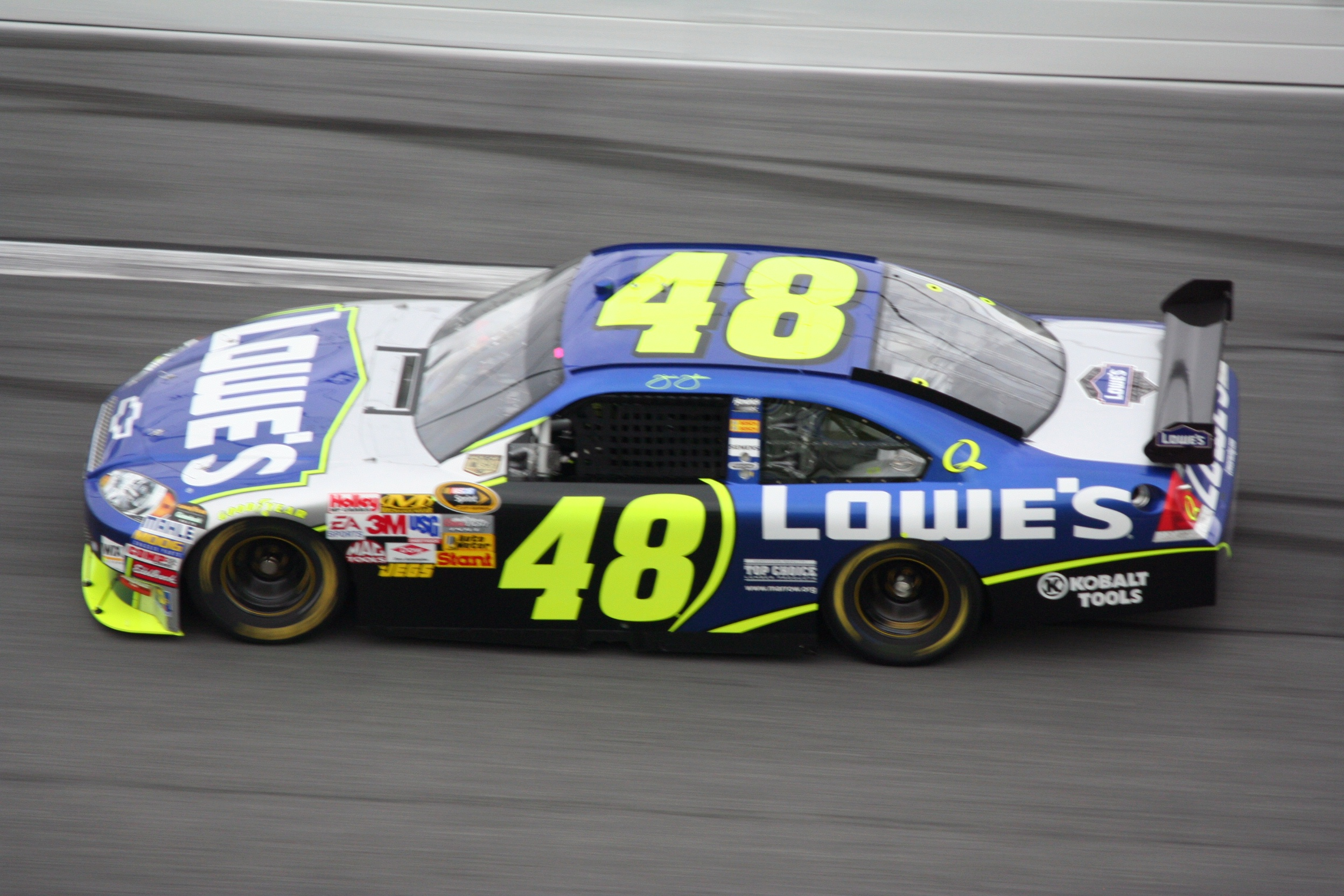
Jimmie Johnsons Chevrolet Impala uit 2008.

Eindstand na de Chase for the Championship, aantal overwinningen (W) en punten (Ptn).
|    | Coureur            | Team                     | Auto      | W | Ptn  |
| -- | ------------------ | ------------------------ | --------- | - | ---- |
| 1  | Jimmie Johnson     | Hendrick Motorsports     | Chevrolet | 7 | 6684 |
| 2  | Carl Edwards       | Roush Fenway Racing      | Ford      | 9 | 6615 |
| 3  | Greg Biffle        | Roush Fenway Racing      | Ford      | 2 | 6467 |
| 4  | Kevin Harvick      | Richard Childress Racing | Chevrolet | 0 | 6408 |
| 5  | Clint Bowyer       | Richard Childress Racing | Chevrolet | 1 | 6381 |
| 6  | Jeff Burton        | Richard Childress Racing | Chevrolet | 2 | 6335 |
| 7  | Jeff Gordon        | Hendrick Motorsports     | Chevrolet | 0 | 6316 |
| 8  | Denny Hamlin       | Joe Gibbs Racing         | Toyota    | 1 | 6214 |
| 9  | Tony Stewart       | Joe Gibbs Racing         | Toyota    | 1 | 6202 |
| 10 | Kyle Busch         | Joe Gibbs Racing         | Toyota    | 8 | 6186 |
| 11 | Matt Kenseth       | Roush Fenway Racing      | Ford      | 0 | 6184 |
| 12 | Dale Earnhardt jr. | Hendrick Motorsports     | Chevrolet | 1 | 6127 |